# اندی الو
اندی الو (انگلیسی: Andy Allo؛ زادهٔ ۱۳ ژانویهٔ ۱۹۸۹) هنرپیشه، موسیقی‌دان، مدل (شخص)، خواننده-ترانه‌پرداز اهل کامرون است.
از فیلم‌ها یا برنامه‌های تلویزیونی که وی در آن نقش داشته‌است می‌توان به آوازخوان حرفه‌ای ۳ و بارگذاری (مجموعه تلویزیونی) اشاره کرد.